# وینتر بیچ (فلوریدا)
وینتر بیچ (به انگلیسی: Winter Beach) یک منطقهٔ مسکونی در ایالات متحده آمریکا است که در شهرستان ایندیان ریور، فلوریدا واقع شده‌است. وینتر بیچ ۱۷٫۸۵ کیلومتر مربع مساحت و ۲٬۰۶۷ نفر جمعیت دارد و ۳ متر بالاتر از سطح دریا واقع شده‌است.